# Acridophagus paganicus
Acridophagus paganicus is een vliegensoort uit de familie van de Mythicomyiidae. De wetenschappelijke naam van de soort is voor het eerst geldig gepubliceerd in 1916 door White, oorspronkelijk geplaatst in het geslacht Cyrtomorpha.